# ملاديان يانوفيتش
ملأديان يانوفيتش هو لاعب كرة الماء في جمهورية الجبل الأسود. وكان عضوا في فريق الجبل الأسود الوطني في أولمبياد بكين 2008. وصل الفريق إلى النهائي حيث هزموا عن طريق هنغاريا وقابلوا صربيا في مباراة الميدالية البروزنية. هو الآن يواعد إيلينا يانكوفيتش المصنفة الأولى على العالم.

## روابط خارجية
- ملاديان يانوفيتش على موقع الاتحاد الدولي للسباحة (الإنجليزية)
- ملاديان يانوفيتش على موقع اللجنة الأولمبية الدولية (الإنجليزية)
- ملاديان يانوفيتش على موقع أوليمبيديا (الإنجليزية)